# John Bozman Kerr

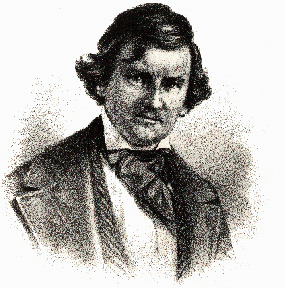
John Bozman Kerr

John Bozman Kerr (* 5. März 1809 in Easton, Talbot County, Maryland; † 27. Januar 1878 in Washington, D.C.) war ein US-amerikanischer Politiker. Zwischen 1849 und 1851 vertrat er den Bundesstaat Maryland im US-Repräsentantenhaus. Außerdem war er von 1851 bis 1853 amerikanischer Gesandter in Nicaragua.

## Werdegang
John Kerr besuchte die öffentlichen Schulen seiner Heimat sowie die Easton Academy. Danach studierte er bis 1830 an der Harvard University. Nach einem anschließenden Jurastudium und seiner Zulassung als Rechtsanwalt begann er ab 1833 in Easton in diesem Beruf zu arbeiten. Gleichzeitig schlug er als Mitglied der Whig Party eine politische Laufbahn ein. In den Jahren 1836 bis 1838 saß er im Abgeordnetenhaus von Maryland; von 1845 bis 1848 war er stellvertretender Staatsanwalt im Talbot County.
Bei den Kongresswahlen des Jahres 1848 wurde Kerr im sechsten Wahlbezirk von Maryland in das US-Repräsentantenhaus in Washington gewählt, wo er am 4. März 1849 die Nachfolge von John W. Crisfield antrat. Da er im Jahr 1850 auf eine erneute Kandidatur verzichtete, konnte er bis zum 3. März 1851 nur eine Legislaturperiode im Kongress absolvieren. Diese Zeit war von den Diskussionen um die Frage der Sklaverei bestimmt. Im Jahr 1850 wurde der von Senator Henry Clay eingebrachte Kompromiss von 1850 verabschiedet.
Nach dem Ende seiner Zeit im US-Repräsentantenhaus wurde Kerr von Präsident Millard Fillmore zum ersten amerikanischen Gesandten (Chargé d’affaires) in Nicaragua ernannt. Dieses Amt bekleidete er zwischen 1851 und 1853; ihm folgte Solon Borland. Nach seiner Rückkehr praktizierte er wieder als Anwalt. Zwischen 1864 und 1868 arbeitete John Kerr als Jurist für den Court of Claims in Washington. Ab 1869 war er für die Revision des Finanzministeriums juristisch tätig. Er starb am 27. Januar 1878 in der Bundeshauptstadt Washington und wurde auf dem Familienfriedhof auf dem Anwesen Bellville im Talbot County beigesetzt.